# Yuki Okamoto
Yuki Okamoto (岡本 勇輝 Okamoto Yuki?, nacido el 10 de junio de 1983 en Gunma) es un exfutbolista japonés. Jugaba de delantero y su último club fue el Türkiyemspor Berlin.

## Trayectoria

### Clubes
| Club                | País     | Año         |
| ------------------- | -------- | ----------- |
| Mito HollyHock      | Japón    | 2006        |
| FC Ganju Iwate      | Japón    | 2007        |
| Fukushima United FC | Japón    | 2008        |
| Türkiyemspor Berlin | Alemania | 2009 - 2010 |